# دهستان خزل غربی
دهستان خزل غربی نام دهستانی در بخش مرکزی شهرستان کنگاور، استان کرمانشاه در ایران است که مردمانش به زبان‌های کوردی لکی سخن میگویند. براساس سرشماری مرکز آمار ایران در سال ۱۳۸۵، جمعیت آن ۴۹۸۷ نفر (۱۱۷۲ خانوار) بوده‌است.